# Dasyceps
Dasyceps is een geslacht van uitgestorven temnospondyle Batrachomorpha (basale 'amfibieën') binnen de familie Zatracheidae uit het Vroeg-Perm van Engeland.

## Onderzoeksgeschiedenis
Dasyceps werd oorspronkelijk door G. Lloyd benoemd in 1850 als de typesoort Labyrinthodon bucklandi waarvan de soortaanduiding de Engelse paleontoloog William Buckland eert. Labyrinthodon wordt nu beschouwd als een jonger synoniem van het lid van de Mastodonsauridae Mastodonsaurus uit het Trias. De nieuwe geslachtsnaam Dasyceps, 'dikkop', voor de soort is gemaakt door Thomas Huxley in 1859. Een gedetailleerde beschrijving van het taxon werd in 1910 in het Duits gegeven door de Duitse paleontoloog Friedrich von Huene. De meest recente beschrijving is die van Paton (1975). De tweede soort Dasyceps microphthalmus, de 'kleinoog', uit Texas werd oorspronkelijk in 1896 door Edward Drinker Cope benoemd als een soort van Zatrachys maar werd door Roberta Paton in 1975 naar Dasyceps verplaatst.
Dasyceps bucklandi is alleen met zekerheid bekend van het holotype WCM Gz 42 gevonden in een steengroeve bij Kenilworth, een schedel gesplitst in een plaat en tegenplaat. Een rib bij Kenilworth gevonden, specimen IGS GSM 90490, is onder voorbehoud toegewezen maar toont geen onderscheidende kenmerken. Dasyceps microphthalmus is bekend van het holotype en twee toegewezen exemplaren gevonden bij de Coffee Creek.

## Anatomie
Dasyceps is de grootste van de drie zatracheïde geslachten, met een schedellengte van bijna dertig centimeter. Het wordt gediagnosticeerd door de volgende kenmerken:
- ogen en neusgaten zijn relatief klein
- proportioneel lange, U-vormige schedel en langwerpige premaxillae
- relatief achteraan gelegen neusgaten
- dorsale blootstelling van septomaxilla vervangen door het neusbeen en bovenkaaksbeen, die contact maken met het achterste neusgat, het traanbeen daarvan uitsluitend
- quadrojugale verbreed maar zonder stekels
- tabulare naar achteren verbreed
- lange beennaad tussen squamosum en tabulare. In vergelijking met andere zatracheididen vormt de interne fontanel van Dasyceps bucklandi een bijna perfecte traanvormige opening die de neusbeenderen meer verdeelt dan bij Acanthostomatops, maar die de voorhoofdsbeenderen niet verdeelt als bij Zatrachys.